# Ádám Szalai
Pour les articles homonymes, voir Szalai.
Dans le nom hongrois Szalai Ádám, le nom de famille précède le prénom, mais cet article utilise l’ordre habituel en français Ádám Szalai, où le prénom précède le nom.
Ádám Szalai est un footballeur international hongrois né le 9 décembre 1987 à Budapest en Hongrie.

## Biographie

### En club

#### VfB Stuttgart II (2006-2007)
Il intègre l'équipe réserve de Stuttgart en 2006. Il restera seulement 1 saison.

#### Real Madrid Castilla (2007-2010)
Szalai se fait découvrir en intégrant la renommée Castilla du Real Madrid, où il atterrit en septembre 2007 après avoir convaincu les dirigeants alors qu'il évoluait parmi la réserve du Vfb Stuttgart.
Alors qu'il ne dispute aucune rencontre avec les merengues, il attire toutefois de nombreux recruteurs étrangers, en effet il empile les buts avec l'équipe réserve.

##### Prêt au FSV Mayence et transfert définitif au club (2010-2013)
Il est donc prêté au FSV Mayence, en janvier 2010. En 15 matchs, il inscrira seulement un but.
Néanmoins il reste tout de même à Mayence, où il est définitivement transféré pour trois saisons en août 2010.

#### Schalke 04 (2013-2014)
Il est recruté durant le mercato d'été 2013 par le Schalke 04 qui débourse 8 millions d'euros pour l'attaquant hongrois.

#### 1899 Hoffenheim (2014-2019)
Le 4 juillet 2014, Szalai s'engage en faveur du 1899 Hoffenheim, signant un contrat courant jusqu'en juin 2018. Il quitte le club en 2019.

##### Prêt au Hanovre 96 (2016)
Il est prêté par Hoffenheim à Hanovre 96 pour quelques mois en 2016.

#### Retour au FSV Mayence (2019-2022)
Le 27 août 2019, Szalai retourne au FSV Mayence, avec qui il s'engage jusqu'en juin 2021. Il y reste jusqu'en février 2022.

#### FC Bâle (2022-2023)
Le 16 février 2022, Szalai quitte le FSV Mayence pour rejoindre le championnat suisse (Super League). Il a signé au FC Bâle un contrat qui le lie jusqu'au 30 juin 2023 (il portera le n°11).
Le 19 février 2022, il joue son 1er match et marque son 1er but sous ses nouvelles couleurs, le 2ème de la partie du FC Bâle contre le Lausanne-Sport, match gagné 3-0.
Le 29 janvier 2023, le FC Bâle et Szalai mettent un terme au contrat qui les lie,.

### En sélection
Le 8 octobre 2010, il inscrit un but extraordinaire lors du match Hongrie - Saint-Marin (8-0). Il réussit, grâce à un contrôle orienté de l'extérieur droit, à décrocher une limpide reprise de volée flottante qui vient battre le gardien sans réaction. Ce soir-là, il inscrira un triplé face à cette faible formation de Saint-Marin.
En 2016, il réussit avec ses coéquipiers à se qualifier pour un Championnat d'Europe, la première depuis 1972. Il est sélectionné par le coach Bernd Storck pour participer à l'Euro 2016 qui a lieu en France. Lors du tournoi, il s'illustre en ouvrant le score face à l'Autriche lors de la première journée des phases de groupes. Les hongrois atteindront les huitièmes de finale de la compétition en s'inclinant face à la Belgique sur le score lourd de 4-0.
Le 28 mai 2021, il est convoqué pour l'Euro 2021 qui a lieu dans différents pays d'Europe et est désigné comme capitaine de la sélection. Le 23 juin 2021, il marque le premier but du match contre l'Allemagne. Le match se termine sur un match nul qui laisse la Hongrie à la dernière place de son groupe, tandis que l'Allemagne se qualifie pour la suite du tournoi.

## Palmarès
Néant